# Université Canterbury Christ Church
L'université Canterbury Christ Church est une université nationale anglaise, située à Canterbury. Elle a acquis son statut d'université en 2005, issu d'un college spécialisé dans la formation des maîtres.

## Composantes
L'université est structurée autour des composantes suivantes :
- Faculté d'arts et de sciences humaines
- Faculté de commerce et de management
- Faculté d'éducation
- Faculté de santé et d'actions sociales
- Faculté de sciences sociales et de sciences appliquées

## Personnalités liées à l'université

### Étudiants
- Gary Porter, homme politique britannique.